# フェルン・アンドラ

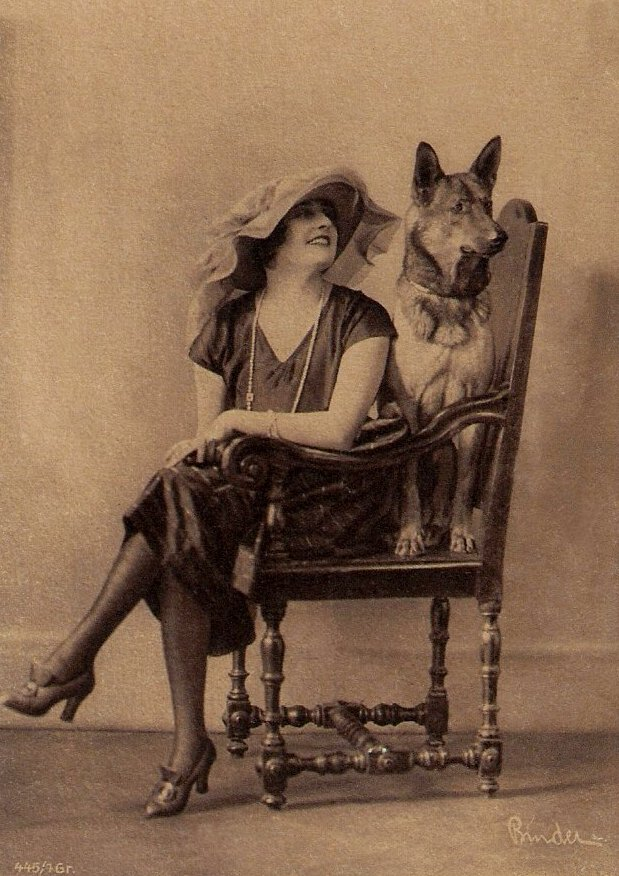
フェルン・アンドラ（1919年から1924年の間、撮影アレクサンダー・バインダー）

フェルン・アンドラ（Fern Andra、1893年11月24日 - 1974年2月8日）とは、アメリカ合衆国の女優、映画監督、脚本家、プロデューサー。　ヘニー・ポルテン、アスタ・ニールセンに続く、ドイツ・サイレント映画時代の人気女優のひとりだった。

## 生涯
1893年11月24日、イリノイ州ウォツィーカに生まれる。父は電気技師だったウィリアム・P・アンドリュース、母"セイディ"ことサラ・エミリー・エベット。出生名はヴァーナル・エドナ・アンドリュース（Vernal Edna Andrews）。父方はイングランドとスコットランド、母方はイングランドとドイツの家系。
1898年に父親が亡くなった後、母親がヴォードヴィル役者でサーカス芸人のフランク・セントクレアと再婚。義父の指導でフェルンは綱渡りを覚え、リトル・エヴァとしてステージに立った。
綱渡り芸人としてミルマン・トリオに帯同してアメリカ、ヨーロッパを巡業。1913年からベルリンで映画に出演しはじめる。1915年には自身の映画会社を設立し、映画を製作。そのうち何本かは監督した。
ドイツでは80本近くの映画に関わったが、第一次世界大戦末期にはスパイと疑われ投獄された。しかし、フェルンがFriedrich von und zu Weichs男爵（1917年に戦死）の妻だったことと、皇帝ヴィルヘルム2世の介入で釈放された。
戦後の1922年7月4日、「レッド・バロン」として知られる撃墜王マンフレート・フォン・リヒトホーフェンの弟ロタール・フォン・リヒトホーフェンがハンブルクからベルリンへの飛行中、墜落して死亡した。フェルンはその郵便飛行機に同乗していて、当初、死亡と報じられたが、無事だった。1954年、リヒトホーフェンの母親と面会したフェルンは「いつかマンフレート・フォン・リヒトホーフェンの生涯を映画化したい」と母親に語っている。
結婚は4回したが、いずれとの間にも子供はいなかった。
- Friedrich von und zu Weichs男爵（1917年死別）
- クルト・プレンツェル（1923 - 1924離婚）[8] -　ドイツのボクサー[9]
- イアン・キース（英語版）（1932 - 1934離婚）[10] - アメリカの俳優
- Gen. Samuel Edge Dockrell（1938 - 1973死別）[11]

1974年2月8日、サウスカロライナ州エイキンで死去。80歳だった。

## 主な作品

### 出演
特記のないものはすべてドイツ映画で主演かヒロイン
- Frühlingsstürme im Herbste des Lebens (1918)
- Um Krone und Peitsche (1919)
- ゲニーネ Genuine, die Tragödie eines seltsamen Hauses (1920)
- マダム・ルカミエー Madame Récamier (1920)
- 秘めたる情熱 Die Nacht der Königin Isabeau (1920)
- Saferndri, die Tänzerin von Dschiapu (1920)
- Des Lebens und der Liebe Wellen (1921)
- Des Lebens und der Liebe Wellen (1921)
- Praschnas Geheimnis (1922)
- Der rote Reiter (1923)
- Die Liebe ist der Frauen Macht (1924)
- Der Traum der Zalavie (1924)
- Frauen der Leidenschaft (1926)
- Funkzauber (1927)
- Spangles (1928、イギリス)
- The Warning (1928、イギリス)
- The Burgomaster of Stilemonde (1929、イギリス)
- The Eyes of the World (1930、アメリカ) - 助演
- Lotus Lady (1930、アメリカ)

### 監督
すべてドイツ映画で脚本と主演も担当
- Eine Motte flog zum Licht (1915)
- Es fiel ein Reif in der Frühlingsnacht (1915)
- Ernst ist das Leben (1916)
- Wenn Menschen reif zur Liebe werden (1916)
- Frühlingsstürme im Herbste des Lebens (1918)
- Um Krone und Peitsche (1919)
- Zwei Menschen (1919)
- Die Rache des Titanen (1919)